# Habub
Habub (arabsko هَبوب, latinizirano: habūb, dob. 'razstreljevanje, odnašanje') je vrsta močnega peščenega viharja, ki ga prenaša vremenska fronta. Habubi se redno pojavljajo na suhih območjih po vsem svetu.

## Opis
Med nastankom nevihte se vetrovi premikajo v smeri, ki je nasprotna smeri potovanja nevihte, in se premikajo iz vseh smeri v nevihto. Ko se nevihta zruši in začne sproščati padavine, se smer vetra obrne, sunki vetra pihajo navzven od nevihte in so na splošno najmočnejši v smeri potovanja nevihte.
Ko ta padajoči tok hladnega zraka ali izbruh navzdol doseže tla, odpihne suh, rahli mulj in glino (skupno prah) iz puščave ter ustvari steno usedlin v zraku, ki je pred nevihtnim oblakom. Ta stena prahu ali peska je lahko široka do 100 km in več kilometrov visoka. Ko so najmočnejši, habub vetrovi pogosto potujejo s hitrostjo 35–100 km/h in se lahko približajo z malo ali brez opozorila. Pogosto se dež ne pojavi pri tleh, saj izhlapeva v vročem, suhem zraku (pojav, znan kot virga). Izhlapevanje še dodatno ohladi in pospeši deroč zrak. Občasno, ko dež vztraja, lahko vsebuje precejšnjo količino prahu. Hude primere imenujemo blatne nevihte. Zaščita za oči in dihala je priporočljiva za vse, ki morajo biti med habukom zunaj. Premik v zavetje je zelo priporočljiv med močnim dogodkom.

## Pojavnost

### Srednji vzhod
Habube so opazili v Sahari, Sahelu (običajno v Sudanu, kjer so bili poimenovani in opisani), pa tudi po celem Arabskem polotoku, po celem Kuvajtu in v najbolj sušnih predelih Iraka. Habub vetrovi na Arabskem polotoku, Iraku in Kuvajtu pogosto nastanejo zaradi kolapsa nevihte.

### Severna Afrika
Afriški habubi so posledica poletnega premika medtropske konvergenčne cone proti severu v severno Afriko, ki prinaša vlago iz Gvinejskega zaliva.

### Avstralija
Habubi v Avstraliji so lahko pogosto povezani s hladnimi frontami. Puščave osrednje Avstralije, zlasti v bližini Alice Springsa, so še posebej nagnjene k habubom, saj pesek in ostanki segajo nekaj kilometrov v nebo in pustijo do 30 centimetrov peska na poti habubov.

### Severna Amerika
Tako kot pri habubih na Bližnjem vzhodu tudi v Severni Ameriki do habubov pogosto pride zaradi kolapsa nevihte. To je lokalni ali mezoskalni dogodek, v času ekstremne suše pa lahko izvirajo iz kmetijskih območij. Nekatere najbolj znane prašne nevihte Dust Bowl in podobnih razmer pozneje so bile pravzaprav dogodki sinoptičnega obsega, ki jih je običajno povzročil močan hladen čelni prehod, z nevihtami 11. novembra 1911, 9.–11. maja 1934, 14. aprila 1935 in 19. februarja. 1954 so bili še posebej živi primeri.
Sušna in polsušna območja Severne Amerike – pravzaprav katera koli suha regija – lahko doživijo habube. V Severni Ameriki so najpogostejši izrazi za te dogodke bodisi prašna ali peščena nevihta. V ZDA se pogosto pojavljajo v puščavah Arizone, vključno z okolico mest Yuma in Phoenix; v Novi Mehiki, vključno z Albuquerqom, vzhodno Kalifornijo in Teksasom. Včasih se pojavijo tudi v kolumbijskem bazenu v vzhodnem Washingtonu, kar skoraj vedno povzroči vpliv na mesto Spokane. Če so te nevihte dovolj močne, lahko dosežejo daleč na vzhod do Post Fallsa in Moskve v severnem Idahu.

### Mars
Globalne prašne nevihte na Marsu so primerjali s habubi na Zemlji.

### Titan
Prašne nevihte Titana, ki so jih opazili leta 2009 in 2010, so primerjali s habubi. Vendar so konvektivni nevihtni oblaki sestavljeni iz kapljic tekočega metana, prah pa je verjetno sestavljen iz organskih tolinov.